# William James Perry
William James Perry, född 1887, död 1949, vanligen känd som W. J. Perry, var en brittisk antropolog.
Perry var knuten till University College London. Enligt honom härstammade megalitkulturen från Egypten. Han var en typisk representant för diffusionismen och samarbetade mycket med Grafton Elliot Smith. Han var även intresserad av religionshistoria. Hans dotter var kemist som gifte sig med en framstående fysiolog, professor Robert Harkness.

## Publikationer
- The Megalithic Culture of Indonesia (1918)
- The Children of the Sun: a Study in the Early History of Civilization (1923); alternate title: The Children of the Sun: A Study of the Egyptian Settlement of the Pacific
- The Origin of Magic and Religion (1923)
- The Growth of Civilization (1924)
- Gods and Men: The Attainment of Immortality (1927)
- The Primordial Ocean: An Introductory Contribution to Social Psychology (1935)